# هانو بن بوملقار
 هانو بن بوملقار  ضابط قرطاجي في الحرب البونيقية الثانية، وابن أخت حنبعل فوالدته واحد من ثلاثة أخوات لحنبعل. عندما وصل الجيش القرطاجي للضفة الغربية لنهر الرون، واستعدوا للعبور. تجمعت مجموعة من قبيلة «فولكاي» الغاليّة على الضفة الشرقية، عازمة على منع الجيش من العبور. أمر حنبعل هانو بأن يقود مجموعة صغيرة من الفرسان شمالاً ويعبر بهم النهر. ولما عبرت مجموعته توجهوا جنوباً خلف موقع الغاليين، ثم أرسل هانو إشارات باستخدام الدخان لإبلاغ حنبعل أن مجموعته مستعدة. بدأت فرسان حنبعل في العبور، وما أن وطأوا الضفة الشرقية، اقترب منهم الغاليون لاعتراضهم، عندئذ هاجمت قوة هانو الغاليين من الخلف فإضطربت صفوفهم وتراجعوا.
في معركة كاناي، قاد هانو مع ماهربعل الفرسان النوميديين في ميمنة الجيش القرطاجي، بينما قاد ضابط آخر يدعى «صدربعل» (وهو ليس صدربعل برقا شقيق حنبعل الذي كان في هسبانيا في ذلك الوقت) الفرسان الأيبيريين والسلتيين في ميسرة الجيش القرطاجي. كانت قوة صدربعل تتكون من حوالي 6,500 فارس، أما هانو وماهربعل فكان معهما 3,500 فارس. كانت قوة صدربعل قادرة على تدمير الفرسان الرومان بسرعة، ثم المرور عبر قلب الجيش الروماني لمساعدة الفرسان النوميديين في تدمير فرسان حلفاء الرومان في ميسرة الجيش الروماني، وبعد أن دمروا هذه القوات، هاجمت قواتيهما مؤخرة المشاة الرومان.